# Кузовов, Василий Владимирович
Васи́лий Влади́мирович Кузово́в (1909, Вирятино, Тамбовская губерния — ?) — фронтовик, бригадир проходчиков шахты им. «Известий» комбината «Донбассантрацит», Герой Социалистического Труда.

## Биография
Родился в 1909 году в с. Вирятино в бедной крестьянской семье. В 1922 году вместе с односельчанами отправился на заработки в Донбасс.
На шахте № 14 Боково-Антрацита работал лампоносом, саночником. Впоследствии, окончив курсы бурильщиков и крепильщиков, строил шахту № 32-бис. Когда шахта была сдана в эксплуатацию, его перевели на реконструкцию шахты № 16 им. «Известий» в г. Красный Луч. В 1940 году вступил в ВКП(б).
5 ноября 1941 года Сосновским РВК Тамбовской области был призван в Красную армию; с марта 1942 года — в боях на Брянском, Центральном, Белорусском, 1-м и 4-м Украинском фронтах в составе 114-го инженерно-сапёрного батальона 6-й инженерно-сапёрной Староконстантиновской бригады. Проделывал минные проходы во время наступления на Курской дуге, строил переправы при форсировании рек Днепр и Сож. В 1943 году стал разведчиком, войну закончил в Праге. За ратные подвиги награждён орденом Красной Звезды, пятью медалями.
После войны вернулся на шахту им. «Известий», участвовал в её восстановлении. В 1950 году, когда шахта им. «Известий» была восстановлена, В. В. Кузовов стал бригадиром проходчиков. На его личном счету 7 тыс. метров горных выработок.
После выхода на пенсию продолжал работать на шахте, обучал проходческому делу молодёжь в учебной выработке шахты.

## Награды и звания
- орден Красной Звезды (3.9.1944)[4];
- орден Ленина (1953);
- звание Героя Социалистического Труда (1957) с вручением медали «Серп и Молот» и ордена Ленина;
- медаль «За восстановление угольных шахт Донбасса»;
- медаль «За трудовое отличие»;
- медаль «За трудовую доблесть»;
- Почётный шахтёр УССР;
- Почётный гражданин г. Красный Луч[3].